# Тормосин
Тормосин — хутор в Чернышковском районе Волгоградской области. Административный центр Тормосиновского сельского поселения.

## География
Хутор Тормосин расположен в Чернышковском районе Волгоградской области в 47 километрах от райцентра р.п. Чернышковский. Административный центр Тормосиновского сельского поселения. Хутор, извиваясь, протянулся на несколько километров вдоль реки Аксенец. С юга, юга-запада Тормосина начинаются Цимлянские пески поросшие травой и участками деревьев. С других сторон — поля, степи перемежающиеся лесополосами, много оврагов. В 20 километрах к югу — Цимлянское водохранилище. Высота над уровнем моря 47 метров. В хуторе проживает около 1350 человек в более чем 500 домовладений. Дома одноэтажные, в основном деревянные и кирпичные.

## История
Хутор, по местному преданию, основали казаки из станицы Есауловская Артём и Савелий Тармосины в конце XVIII века. В генеральной карте Земли Войска Донского из атласа Теврюнникова 1797 года на части территории современного хутора Тормосин указан как хутор "Тармотины". Есть "Тармасинъ" и на "Столистовой карте" — подробной карте европейской части Российской империи 1801-1804гг. На подробной Карте Шуберта (Специальная карта Западной части Российской Империи), 1826-1840 гг., именно в том же месте судя по карте, показан как х. Тармосин в составе 29 дворов. Исходя из этого можно считать годом основания хутора - 1797 год, как впервые документально упоминающийся.
По данным "Списка населенных мест Земли Донского войска" за 1859 год на территории хутора Тормасин в 49 дворах проживало: 237 человек мужского пола и 239 женского. Хутор развивался и рос стремительными темпами и уже по данным "Списка населенных мест Земли Донского войска" переписи за 1873 год  в х. Тармосин было: дворов - 99, плюс одна отдельная изба; число жителей м.п. - 341, ж.п. - 391; плугов - 98 шт.; лошадей - 261 шт., волов - 309 пар; прочего рогатого скота - 851 шт.; овец - 3894 шт. По данным "Списка населенных мест области войска Донского по первой всеобщей переписи населения Российской Империи, 1897 года Ч. 2"  в х. Тормасинъ проживало человек: 899 м.п., 977 ж.п.; из них грамотных: 385 м.п., 73 ж.п.
В 1935 году был образован Тормосиновский район Постановлением Президиума Сталинградского крайисполкома от 29 января 1935 года № 157 «О новой сети районов Сталинградского края и улусов Калмыцкой автономной области» при разукрупнении Нижне-Чирского и Котельниковского районов.
В годы Великой Отечественной войны Тормосин был важным стратегическим пунктом. Тормосиновский район 24 июля 1942 года заняли фашистские войска. После окружения немецких войск под Сталинградом генерал-фельдмаршал Манштейн сформировал для их деблокады в районе Тормосина ударную группировку, но  собранные здесь немецкие войска 48-го танкового корпуса были скованы советской 5-й танковой армией. В ходе наступления советских войск 31 декабря 1942 года Тормосин был освобождён.
На территории Тормосиновского района был создан партизанский отряд «Ураган» (22 бойца) под командованием первого секретаря РК ВКП(б) Н. С. Матвеева. К концу сентября 1942 года отряд был разгромлен.
В 1950 году решением исполнительного комитета Сталинградского областного Совета депутатов трудящихся от 20 сентября 1950 года № 36/2259, Указом Президиума Верховного Совета РСФСР от 13 сентября 1950 года Тормосиновский район был ликвидирован и х. Тормосин вошёл в состав Чернышковского района.
В 1952 году река Дон была перегорожена плотиной Цимлянской ГЭС, и на её верховьях образовалось Цимлянское водохранилище. В хутор Тормосин вынужденно переселилось часть жителей казачьих хуторов и станиц (Есауловская, Кобылянская, Верхнекурмоярская и др.), так как их территории оказались затоплены.
М. А. Шолохов часто приезжал в Тормосин к своему товарищу по продотряду в гражданскую войну Якову Абрамовичу Якубову, здешнему школьному учителю, с которым ходил на охоту, рыбалку.
Рядом с хутором Тормосин археологами найден в погребении Золотоордынский костюм.
12 августа 2003 года по территории х. Тормосин прошёл сильный ураган, который ломал деревья, столбы электролиний, срывал крыши домов.
На территории х. Тормосин, у р. Аксенец, растёт одна из самых старых верб в округе - обхватом примерно около 5 метров и возрастом до 150 лет.

## Сельское хозяйство
Сельское хозяйство в х. Тормосин представлено фермерами выращивающими в основном пшеницу. Также сеют подсолнечнек, кукурузу, горчицу и некоторые другие сельхозкультуры. На прилегающих к жилым домам земельным участкам размером 4-20 соток для собственных нужд хуторяне выращивают картофель, помидоры, огурцы, зелень, бахчевые, кукурузу. Растут: клубника, смородина, крыжовник, виноград, малина, яблони, груши, вишня, слива, абрикос, тутовник, айва и др. плодовые деревья. Теплолюбивые растения: черешня, персиковые деревья, грецкий орех и некоторые другие временами подмерзают из-за сильного мороза (ниже 20 градусов) и поздних весенних заморозков. На хоз. дворах хуторяне выращивают: кур, бройлеров, уток, индоуток, гусей. Некоторые разводят цесарок и индюков. Среди живности разводят: коров, свиней, коз, овец, кроликов, лошадей.
В августе 2012 года в хуторе истреблено всё поголовье свиней в результате попадания в угрожаемую зону вспышки африканской чумы свиней.

## Учреждения
На территории х. Тормосин находятся следующие учреждения: Администрация Тормосиновского сельского поселения; МОУ «Тормосиновская СОШ»; ГБУ ВО «Природный парк „Цимлянские пески“»; МУК «Тормосиновский СДК» в котором есть библиотека; МДОУ Тормосиновский д/сад «Ромашка»; участковая больница на 25 мест; небольшая Церковь Троицы Живоначальной; почтовое отделение (404473); отделение Сбербанка (касса № 3952/089, номер филиала: 0543952089); лесхоз; РЭС; Опорный пост пожарной части № 97 ГКУ Волгоградской области «3 отряд противопожарной службы»; несколько продуктовых и хозяйственных магазинов.

## СМИ

### Эфирное телевидение
В хуторе эфирное телевещание осуществляется с местной вышки высотой 25 метров. 
Частоты вещания:
- 26 (514) ТВК — Первый мультиплекс цифрового телевидения России DVB-T2 (5 кВт)
- 46 (674) ТВК — Второй мультиплекс цифрового телевидения России DVB-T2 (5 кВт)

### Радиостанции
FM, МГц
- 105.7 Белый Лебедь

## Транспорт
Через Тормосин проходит асфальтированная дорога по которой ежедневно ходит маршрут: х. Тормосин-г.Волгоград.